# Aleksandar Đorđević

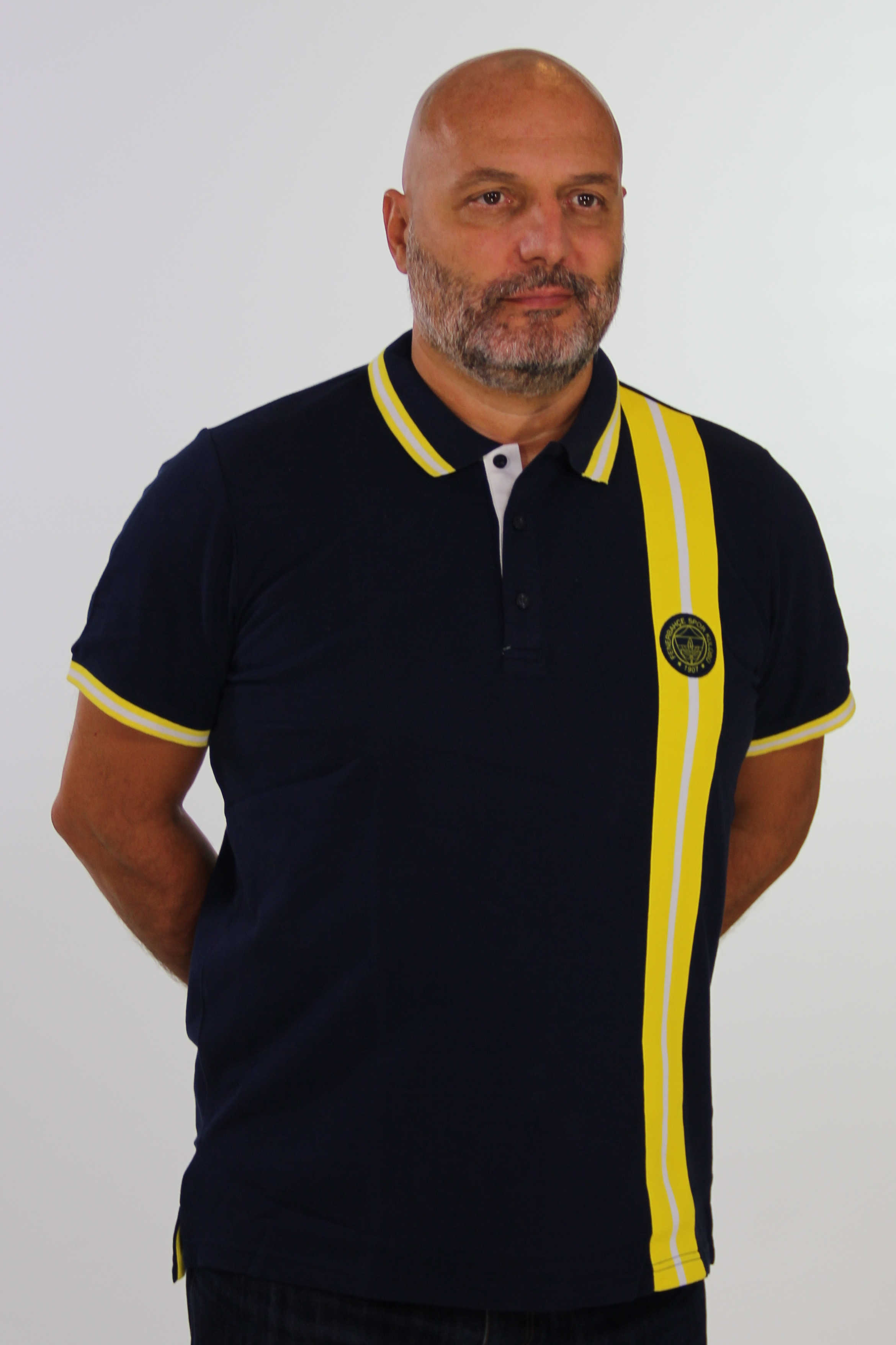

Aleksandar Đorđević, född 26 augusti 1967 i Belgrad, dåvarande Jugoslavien, är en serbisk basketspelare som tog OS-silver 1996 i Atlanta. Detta var första gången Serbien och Montenegro inte spelade under IOC-koden YUG utan under SCG. Han har spelat för flera lag under sin karriär.

## Lag
- Partizan (1983–1992)
- Olimpia Milano (1992–1994)
- Fortitudo Bologna (1994–1996)
- Portland Trail Blazers (1996)
- Barcelona (1997–1999)
- Real Madrid (1999–2002)
- Scavolini Pesaro (2003–2005)
- Olimpia Milano (2005)